# Webleinen

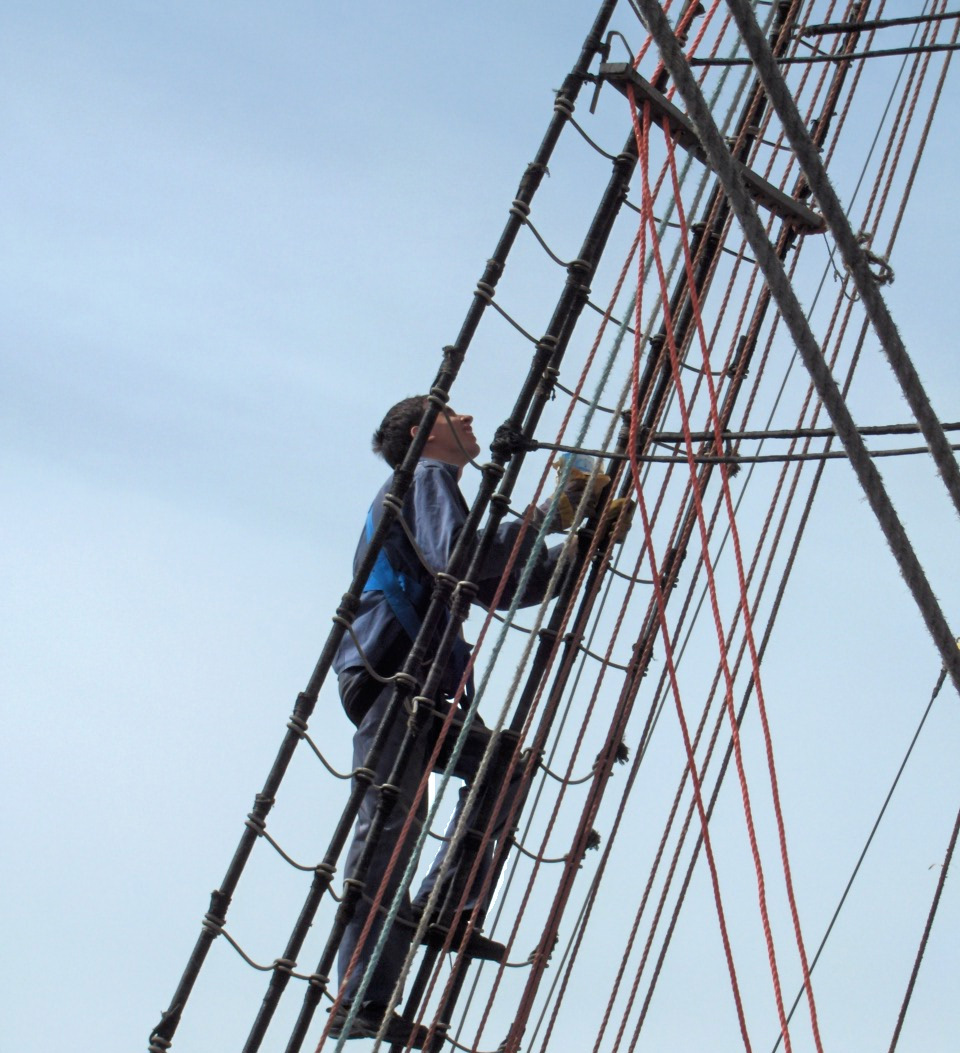
Webleinen des Segelschulschiffs Mir: Befestigung mit Webleinsteks an allen Wanten

Webleinen sind waagerecht angebrachte Leinen zwischen den Wanten eines Schiffes, die als Sprossen zum Besteigen der Masten dienen. Sie gehören zum stehenden Gut der Takelage.
Webeleinen werden oft über drei oder mehr Wanten gespannt, wobei sie durch Knoten oder Festbändseln gegen Abrutschen gesichert werden. Die Webleinen werden an den mittigen Wanten mit dem Webleinstek befestigt. An jedes Ende einer Webleine wurde traditionell ein Auge gespleißt, das dann an die äußeren Wanten gebändselt wurde. Alternativ kann auch an den äußeren Wanten ein Webleinstek eingesetzt werden, der dann noch zusätzlich festgebändselt wird, beispielsweise auf der Mir (siehe Eingangsbild) oder auf der Roald Amundsen.
Traditionell waren Webleinen, wie anderes Tauwerk, auf Schiffen aus Hanf. Auf heute noch fahrenden Traditionsschiffen werden aufgrund der besseren Haltbarkeit stattdessen in aller Regel synthetische Fasern eingesetzt. Optisch hat sich dadurch nur wenig geändert, da für die Webleinen ganz überwiegend Synthetiktauwerk benutzt wird, das farblich und in seiner Struktur (geschlagenes Tauwerk) dem traditionellen Hanftauwerk nahekommt.